# نوکیا سری ۶۸۰۰
نوکیا ۶۸۰۰ یک‌نمونه از گوشی‌های تلفن همراه سری ۶۰۰۰ شرکت نوکیا می‌باشد که توسط همین شرکت به بازار عرضه شده‌است. گوشی‌های مشابه آن عبارتند از: نوکیا ۶۸۱۰، نوکیا ۶۸۲۲ و نوکیا ۶۸۲۰.